# Androecium

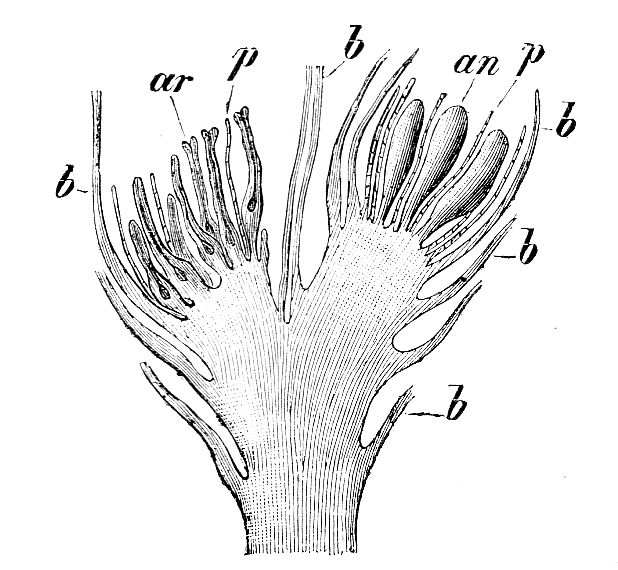
Gynoecium (links) en androecium (rechts) met parafysen (p) en antheridiën (an) van gewoon knopmos.

Het androecium is bij Embryophyta het geheel van de bij elkaar geplaatste mannelijke voortplantingsorganen. De naam 'androecium' is afkomstig van de Griekse woorden ἀνήρ, aner, wat 'man' betekent, en οἶκος, oikos, wat 'huis' betekent.
Bij zaadplanten is het de naam voor de meeldraden van een bloem. Bij mossen is een androecium een groep bij elkaar staande antheridiën, omgeven door speciaal gevormde omwindselbladeren, het perigonium. Bij sommige soorten staan de antheridiën los van elkaar.
De naam voor de groep van vrouwelijke voortplantingsorganen is het gynoecium; bij embryophyten gaat het om bij elkaar staande stampers, bij mossen om bij elkaar staande archegoniën met het perichaetium.